# 24 Pułk Piechoty Obrony Krajowej
24 Pułk Piechoty k.k. Landwehry (niem. 24. Landwehrinfanterieregiment Wien lub 24 Landwehr Infanterie-Regimenter Wien.) – pułk piechoty Kaiserlich Königliche Landwehr. Okręg uzupełnień – Wiedeń, Znojmo (niem. Znaim).
Pułk został utworzony w 1900 roku w Wiedniu jako niemiecki pułk Obrony Krajowej.
Kolory pułkowe: trawiasty (grasgrün), guziki srebrne z oznaczeniem "24". W lipcu 1914 roku skład narodowościowy pułku: 95% – Niemcy.

## Dyslokacje

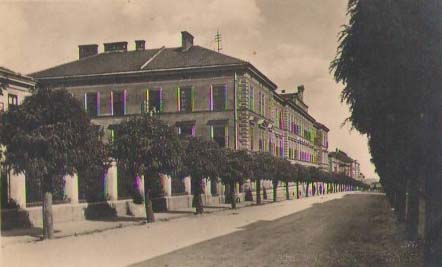
Koszary w Znojmie

### Dyslokacja w latach 1903–1915
Dowództwo oraz wszystkie bataliony oprócz III w Wiedniu. III batalion w Znojmie.

## Dowódcy pułku
- 1903–1909 – płk Anton Peer Edl. v. Peerheim
- 1910–1913 – płk Alois Podhajsky
- 1914 – płk Otto Richter

## Przydział w sierpniu 1914 roku
25 Brygada Piechoty Obrony Krajowej, 13 Dywizja Piechoty Obrony Krajowej, II Korpus Austro-Węgier.

## I wojna światowa
Bataliony pułku brały udział w walkach z Rosjanami w 1914 i 1915 roku w Galicji. Największe straty pułk poniósł w lutym 1915 roku. Żołnierze pułku są pochowani m.in. na cmentarzach: Cmentarz wojenny nr 60 – Wirchne, Cmentarz wojenny nr 56 – Smerekowiec, Cmentarz wojenny nr 75 – Szymbark.